# Tutuix II
Tútuix II (turc Tutuş II) fou un efímer príncep seljúcida de Damasc, fill de Duqaq.
Duqaq va morir el juny de 1104 i l'atabeg Dhàhir-ad-Din Tughtikín va proclamar emir al germà del difunt, Ertash (Muhyi-d-Din Baktaix), però després s'ho va repensar; Ertash va fugir i Tughtikín va posar llavors al tron al fill de Duqaq, de nom Tútuix II, assolint la regència que li donava el poder efectiu en condició d'atabeg. Ja s'havia casat amb la mare de Duqaq i vídua de Tutuiz I el que li donava una posició sòlida. Ertash es va refugiar a Baalbek i després a Raheba i va intentar recuperar Damasc amb suport d'Aitegin o Aitekin, senyor de Bosra, però fou refusat i es va haver de refugiar amb Balduí I de Jerusalem que li va prometre suport que mai es va concretar. Tutush II va morir al cap de poc, encara el 1104 i Tughtikín llavors va acceptar reconèixer la sobirania del seljñucida Ridwan d'Alep, germà de Duqaq, el nom del qual es llegiria a la khutba, però va conservar el poder.